# Římskokatolická farnost Lipnice nad Sázavou
Římskokatolická farnost Lipnice nad Sázavou je územní společenství římských katolíků s farním kostelem sv. Víta. Organizačně spadá do Humpoleckého vikariátu, který je jedním ze čtrnácti vikariátů Královéhradecké diecéze. 

## Duchovní správa
V současnosti farnost spravuje P. Mgr. Pavel Veith.

## Seznam kostelů (bohoslužby)
Do farnosti patří následující kostely.
| Kostel                            | Místo               | Den | Hodina | Poznámka                   |
| --------------------------------- | ------------------- | --- | ------ | -------------------------- |
| Farní kostel sv. Víta             | Lipnice nad Sázavou | Ne  | 10:00  |                            |
| Farní kostel sv. Víta             | Lipnice nad Sázavou | Út  | 17:00  |                            |
| Farní kostel sv. Víta             | Lipnice nad Sázavou | Pá  | 10:00  |                            |
| Kostel sv. Martina                | Dolní Město         | Čt  | 16:30  | v období od 1.6. do 31.12. |
| Kostel Narození sv. Jana Křtitele | Krásná Hora         | Ne  | 8:30   |                            |
| Kostel Narození sv. Jana Křtitele | Krásná Hora         | Út  | 15:30  |                            |
| Kostel sv. Markéty                | Loukov              | Po  | 15:30  | v období od 1.6. do 31.12. |
| Kostel sv. Jiří                   | Řečice              |     |        | mše sv. dle ohlášení       |